# Dorothy Law Nolte
Dorothy Law Nolte, född Dorothy Louise McDaniel 12 januari 1924 i Los Angeles, död 6 november 2005 i Kalifornien, var en amerikansk författare. Nolte är kanske mest känd för dikten "Ett barn" (Children Learn What They Live) som hon publicerade i sin spalt i lokaltidningen Torrance Herald 1954.
Boken "Children Learn What They Live" kom ut 1998 och har blivit översatt till 20 språk . 2002 skrev hon boken "Teenagers Learn What They Live"